# Fortunate Son (lied)
Fortunate Son is een nummer van de Amerikaanse band Creedence Clearwater Revival, van het album Willy and the Poor Boys uit 1969. Het werd in oktober dat jaar uitgebracht als single, tezamen met Down on the Corner.

## Achtergrond
Deze plaat was erg populair ten tijde van de Vietnamoorlog en wordt ook vaak gebruikt op soundtracks van o.a. Vietnamfilms en periodes die in de Vietnam oorlog spelen, (zoals in  Forrest Gump) televisie series (zoals Tour of Duty) en computer spellen. De plaat verhaalt de gedachten van een man die opgeroepen wordt voor de dienstplicht, en die als "gewone man" (niet de zoon van een senator, miljonair of legeraanvoerder) daadwerkelijk de (Vietnam)oorlog uit moet gaan vechten.
Het is geïnspireerd door de persoon van David Eisenhower, de kleinzoon van de voormalige Amerikaanse president Dwight David Eisenhower, die in 1968 met Julie Nixon, de dochter van toenmalig Amerikaans presidentskandidaat Richard Nixon in het huwelijk trad. John Fogerty, de schrijver van het nummer, had zo'n donkerbruin vermoeden bij het zien van de publiciteit omtrent dat huwelijk dat geen van de huwelijksfeestgangers ooit daadwerkelijk betrokken zouden raken bij de oorlog.
De plaat werd uitsluitend een hit in de VS, Canada, Frankrijk en België. 
In thuisland de VS bereikte de plaat de 3e positie in de Billboard Hot 100. In buurland Canada werd de 6e positie bereikt en in Frankrijk de 144e. In de VS won de plaat in december 1970 de "RIAA Gold Disc Award".
In Nederland werd de plaat destijds wel regelmatig gedraaid op de zeezenders en de landelijke radiozenders, desondanks werden zowel de Nederlandse Top 40 op Radio Veronica als de Hilversum 3 Top 30 op Hilversum 3 niet bereikt.
In België bereikte de plaat de 12e positie in de voorloper van de Vlaamse Ultratop 50 en de 6e positie in de voorloper van de Waalse Ultratop 50.
Sinds de editie van 2012 staat de plaat genoteerd in de sinds december 1999 jaarlijks uitgezonden NPO Radio 2 Top 2000 van de Nederlandse publieke radiozender NPO Radio 2, met als hoogste notering een 140e positie in 2024.

## NPO Radio 2 Top 2000
| Nummer met noteringen in de NPO Radio 2 Top 2000 | '12  | '13  | '14 | '15 | '16 | '17 | '18 | '19 | '20 | '21 | '22 | '23 | '24 |
| ------------------------------------------------ | ---- | ---- | --- | --- | --- | --- | --- | --- | --- | --- | --- | --- | --- |
| Fortunate Son                                    | 1762 | 1013 | 408 | 295 | 265 | 264 | 213 | 203 | 196 | 175 | 172 | 187 | 140 |

1. ↑  Een vetgedrukt getal geeft de hoogste notering aan.
2. ↑  2012 was het eerste jaar met een notering voor dit nummer.